# レブリン酸
レブリン酸（Levulinic acid）または4-オキソペンタン酸（4-oxopentanoic acid）は、CH3C(O)CH2CH2CO2Hの化学式で表される有機化合物である。ケト酸に分類される。白色の結晶で水、エタノール、ジエチルエーテルに可溶である。

## 合成と利用
当初実験室では、レブリン酸は、スクロースを濃塩酸と共に加熱することで合成された。この過程ではグルコースが異性化してフルクトースとなり、ヒドロキシメチルフルフラールができる。レブロース、イヌリン、デンプン等の糖誘導体や硫酸等の酸も用いることができる。
レブリン酸は、ナイロン様のポリマー、合成ゴム、プラスチックの原料になりうる。また医薬品合成の多目的な中間体になる。工業的には、2-メチルテトラヒドロフラン、γ-バレロラクトン、エチルレブリン酸等の合成における中間体として用いられる。
レブリン酸は、光線力学療法の光感受性物質としても用いられる。また、煙中のニコチン量を増やすためにタバコにも含まれる。

## 安全性
レブリン酸は比較的毒性が小さく、半数致死量は1850 mg/kgである。